# Межтопэнергобанк
Межтопэнергобанк — бывший российский банк, который прекратил свою деятельность 20 июля 2017 года из-за отзыва лицензии. Впоследствии был признан банкротом Арбитражным судом города Москвы.  В 2017 году входил в число 120 банков России по числу активов нетто и чистой прибыли. Основными владельцами банка являлись Юрий Шутов (21,2% акций), Игорь Сулькис (19,8%), Леонид Меламед (14,5%), Владимир Гребеньков (7,1%), Андрей Волынец (5,7%). Являлся Банком-Партнером правительства Москвы. Имел высокий (уровень А+) рейтинг кредитоспособности, позволявший привлекать беззалоговые кредиты Банка России.

## История
Межтопэнергобанк был основан 4 июля 1994 года под названием Акционерный коммерческий банк «Межрегиональный топливно-энергетический банк».
В 2002 году, после реорганизации, банк сменил название на Открытое акционерное общество Акционерный коммерческий банк «Межтопэнергобанк».
В феврале 2010 года «Межтопэнергобанком» было принято решение о поглощении другого банка — «Алемар», целью которого было расширить представительство в других регионах России, в частности в Сибири, где поглощенный банк являлся одним из лидеров.
03 марта  2017 года банк создал ООО "Большой Черкасский" 1177746209871/9710025630, расположенное по адресу г. Москва, пер. Черкасский Б, д. 4 стр. 6 офис 1 с уставным капиталом 517 млн. рублей.
30 июня 2017 года «Межтопэнергобанк»  приостановил работу с физлицами и юрлицами в целом по банковской сети. Кроме того, работа операционного офиса в Новосибирске приостановлена. Ранее сообщалось, что Международное рейтинговое агентство S&P Global Ratings в марте подтвердило долгосрочный и краткосрочный рейтинги контрагента «Межтопэнергобанка» на уровне "B-/С" и рейтинг по национальной шкале на уровне "ruBBB-". Одновременно все рейтинги были отозваны по просьбе банка. На момент отзыва прогноз долгосрочных рейтингов был "негативным".
20 июля 2017 года департамент общественных связей государственной корпорации «Агентство по страхованию вкладов» (АСВ) сообщил о наступлении страхового случая в отношении кредитной организации Акционерный коммерческий межрегиональный топливно-энергетический банк «Межтопэнергобанк» (публичное акционерное общество) ПАО «Межтопэнергобанк» (Москва).
В августе 2018 года неназванный заместитель председателя правления банка был арестован за хищение 800 млн рублей.
В июле 2020 года АСВ обратилось в Арбитражный суд города Москвы с заявлением о привлечении к субсидиарной ответственности лиц, которые контролировали «Межтопэнергобанк» на сумму в 11,9 млрд рублей. Ответчиками выступили председатель правления Юрий Шутов, бенефициары Игорь Грабовой, Евгений Астахов, Александр Астанков, Игорь Меньшенин, Игорь Перминов, Константин Котельников, Марина Рудакова-Фисенко (ранее — Немцова), Т. А. Савельева, Евгения Копейкина, Александр Забелин.
В августе 2022 года 9-й арбитражный апелляционный суд взыскал 2,5 млрд руб убытков с Юрия Шутова. Двух других топ-менеджеров, Игоря Грабового и Елену Литвинову, суд обвинил в выдаче ничем не обеспеченных кредитов на сумму более 800 млн руб. В августе 2024 года им был вынесен приговор по статье о мошенничестве. За хищение более 4,8 млрд рублей путем выдачи необесеченных кредитов фиктивным фирмам Грабовой получил пять лет, Литвинова – четыре. В январе 2023 года начался процесс по уголовному делу против Дениса Пащенко, бывшего работника банка и родственника Юрия Шутова. Его обвинили в растрате 4 млрд рублей, которые были выведены через 14 фиктивных фирм, контролируемых Пащенко. Сам Денис заявил, что являлся лишь номинальным директором фирм, подписывая документы от организаций.

## Деятельность
Одним из основных источников деятельности банка являлось кредитование строительства жилья в Москве и Подмосковье. Кредитование рынка недвижимости занимало 81% кредитного портфеля. Также банк имел собственные владения недвижимости, в частности строился цементный завод под Воронежем, гостиница в Ивановской и другие.
Банк активно работал с предприятиями ракетно-космической отрасли.

## Критика
«Межтопэнергобанк» критиковали за близость к властным структурам Тверской области. В частности, журналистом тверского еженедельника «Караван», Мариной Гавришенко, выдвигалась версия о близости Андрея Епишина, спикера Законодательного собрания Тверской области, а через него и Дмитрия Зеленина, губернатора области, и Юрия Шутова, с которым они в один год заканчивали Московский физико-технический институт. По мнению журналиста, благодаря этому, банк смог вложить средства в постройку цементного и мусоросжигательного заводов в городе Старица и посёлке «Славное», а землю под строительство смог «выбить» Епишин. Причём местные жители были против постройки завода.
19 апреля 2012 года в телепрограмме «Человек и закон», Дмитрий Баканов, руководитель компании Спутниковая система «Гонец», заявил, что Федеральное космическое агентство открыло в «Межтопэнергобанке» депозит, в котором размещались деньги, направленные на развитие космической отрасли страны. Причём выбор именно этого банка был связан с тем, что глава агентства был родственником кого-то из руководства «Межтопэнергобанка».

## Руководство
| Совет директоров                                                                                        | Правление |
| --- | --- |
| Андрей Волынец Вил Асирян Александр Забелин Иван Никоненко Владимир Гребеньков Юрий Шутов Игорь Сулькис | Юрий Шутов Александр Астанков Евгений Астахов Игорь Грабовой Константин Котельников Евгения Копейкина Игорь Меньшенин Марина Немцова |

## Ключевые фигуры
Шутов Юрий Борисович (р. 8 мая 1967 года) — фактический владелец и Председатель Правления банка с момента его образования. Имеет два Высших образования: Московский физико-технический институт (МФТИ), специальность «прикладная математика и физика» (с отличием, 1990 год); Государственный университет по землеустройству, специальность «юриспруденция» (2000 год). Является кандидатом экономических наук.
Волынец Андрей Анатольевич (р. 1 июня 1965 года) — Председатель Совета директоров банка и одновременно генеральный директор ОАО «Промфинстрой», член партии «Единая Россия», депутат муниципальных образований ЮВАО г. Москвы.
Асирян Вил Артемович (р. 1935 году) — член совета директоров «Межтопэнергобанка», генеральный директор ГУП «Теплоремонтналадка».